# Johan Deseyn
Johan Deseyn (Kortrijk, 12 oktober 1959) is een Vlaams schrijver. Deseyn schrijft (psycho)horror. 
Hij kreeg de aanmoedigingsprijs als beginnende auteur tijdens de Europese SF Conventie, EUROCON 1990 in Fayenne (Frankrijk) én in 1991 tijdens eenzelfde conventie CRACON te Krakau (Polen). Westhaven haalde de 'long list' voor de prijsuitreiking van de Diamanten Kogel in 2003. Westhaven bezorgde hem de cultuurtrofee van de gemeente Deerlijk in 2003. Anderwereld werd in 2005 door Humo verkozen om deel te nemen in de leesactie Zomer Van het Spannende Boek. Anderwereld werd genomineerd voor de Gouden Strop 2006.  Yellowmoon werd genomineerd voor de Hercule Poirotprijs 2007. Daemonium werd genomineerd voor de cultuurtrofee van de gemeente Deerlijk in 2011. Deal? werd genomineerd voor de cultuurtrofee van de gemeente Deerlijk in 2018. Cargo werd genomineerd voor de cultuurtrofee van de gemeente Deerlijk in 2020.
Meerdere van zijn kortverhalen en novelles verschenen tussen 1990 en heden in tijdschriften zoals SF-Gids, Cerberus, Doemprofeten en Zieners, Horrorarium, Time Out, Vampieren en Demonen, In Tenebris en Junior Monsterboek 1 - 2 - 3 - 4 - 5 - 6 - 7 - 8. Alle Junior Monsterboeken verschenen bij Kramat.
In september 2010 werd het kortverhaal De Deur vertaald naar het Engels als Love Beyond. Het werd door de Amerikaanse uitgeverij Afterlife Publishing wereldwijd digitaal uitgegeven op Amazon Books.
De roman Deal? werd in 2018 naar het Frans vertaald en eind 2020 door de Waalse uitgeverij Fawkes Editions uitgegeven.
In 2020 werd de roman Necromancer naar het Frans vertaald.
In 2021 werden de romans Cargo én Daemonium naar het Frans vertaald.
In 2022 - 2023 werden de romans Dolmen en Heaven's End naar het Frans vertaald.
De Franse versie van Daemonium werd eind 2022 door de Waalse uitgeverij Poussière de Lune uitgegeven.
In 2023 werd de roman Chaos naar het Frans vertaald.
In 2024 werd de roman Labyrint naar het Frans vertaald.
In 2025 werd de roman Anderwereld naar het Frans vertaald.
De Franse versie van Necromancer werd in maart 2025 door de Waalse uitgeverij Poussière de Lune uitgegeven.
De Franse versie van Deal? staat gepland om in maart 2026 door de Waalse uitgeverij Poussière de Lune te worden uitgegeven.
Deseyn woont te Sint-Lodewijk, Deerlijk.

## Oeuvre
- In een dorp Heavens End genaamd (1991) - novelle
- Helleweefsel (1996) - verhalenbundel
- Erfenis (1999) - roman
- Het Pact (2000) - roman
- Twijfelzone (2001) - verhalenbundel
- Westhaven (2002) - roman
- Thanathor (2003) - roman
- Acht jaar later (2004) - novellebundel
- Anderwereld (2005) - roman (vertaald naar het Frans)
- Yellowmoon (2007) - roman
- Chaos (2008) - roman (vertaald naar het Frans)
- Daemonium (2010) - roman (vertaald naar het Frans en in 2022 uitgegeven door de Waalse uitgeverij Poussière De Lune)
- Labyrint (2012) - roman (vertaald naar het Frans)
- Necromancer (2014) - roman (vertaald naar het Frans en in 2025 uitgegeven door de Waalse uitgeverij Poussière De Lune)
- Dolmen (2016) - roman (vertaald naar het Frans)
- Deal? (2017) - roman (vertaald naar het Frans én in 2020 uitgegeven door de Waalse uitgeverij Fawkes Editions)
- Cargo (2019) - roman (vertaald naar het Frans)
- Heaven's End (2022) - roman (vertaald naar het Frans)